# Patissa
Das Patissa (oder auch South Indian Khanda) ist ein indisches Hiebschwert aus dem 16. Jahrhundert.
Es ist dem Khanda sehr ähnlich.

## Geschichte
Das Patissa entstand etwa im 16. Jahrhundert in Indien und wurde als schweres Hiebschwert von Fußtruppen oder der Reiterei benutzt.

## Beschreibung
Das Patissa hat eine gerade, zweischneidige, nahe dem Heft etwa 5 cm breite und etwa 70 cm lange Klinge. Vom Heft aus läuft die Klinge sich verbreiternd zur Spitze zu. Die „Spitze“ (Ort) des Patissa ist nicht spitz, sondern abgerundet. Beiderseits der Klinge ist vom Heft aus eine Klingenverstärkung angebracht (an der Schneide), die auf die Klinge genietet ist. Diese Verstärkung ist auf einer der Seiten kürzer als auf der anderen. Der Heft (Griff) hat einen großen Handschutz und einen Parierbügel. Der Knauf ist scheibenförmig und hat am Ende einen Sporn. Der Griff ist oft ganz aus Metall, oder mit Holz belegt. Die Scheide ist meist aus Leder gefertigt und mit Beschlägen (Ortblech, Mundstück) verziert. Die Gesamtlänge des Patissa beträgt etwa 99 cm.